# Konsumverein Vorwärts
Der Konsumverein Vorwärts war eine der SDAP nahestehende große Wiener Konsumgenossenschaft der Zeit um 1900.
Eine Gründungseuphorie von Wiener Konsumgenossenschaften durch Aktivisten der Arbeiterbewegung hatte um 1900 zu einer schwierigen Situation geführt. 1901 waren viele dieser den Sozialdemokraten nahestehenden Konsumgenossenschaften konkursreif.
Ungeachtet der Warnungen Jakob Reumanns und Franz Schuhmeiers, der in Ottakring den Zusammenbruch des Konsumverein Brüderlichkeit miterlebt hatte, entschloss sich die Partei zu einer Vorwärtsstrategie und schloss die gefährdetsten Wiener Vereine (Favoriten, Floridsdorf, Landstraße, Simmering und die Gleichheit in Ottakring) im Frühjahr 1902 in der neuen Konsumgenossenschaft Vorwärts zusammen. Die beiden etablierten und florierenden Genossenschaften, der Erste Niederösterreichische Arbeiter-Konsumverein und der Fünfhauser Konsumverein sahen diese Entwicklung mit Skepsis. 
1902 bis 1907 wuchs die Zahl der Vorwärts-Filialen zwar von 20 auf 46 und die Mitgliederzahl verdreifachte sich von 8.000 auf über 25.000. Die kreditfinanzierte Expansion und scharfe Konkurrenz zu den etablierten Konsumvereinen, die 1905 erfolgte Gründung der Großeinkaufsgesellschaft für österreichische Consumvereine (GöC) und jene der Hammerbrotwerke drohten aber in eine finanzielle Katastrophe zu münden. Der für diese Entwicklung verantwortliche Funktionär des Vorwärts und Direktor der GöC Benno Karpeles musste deshalb das Feld räumen. 
1912 wurde von Karl Renner mit Gewerkschaftshilfe der Kreditverband der österreichischen Arbeitervereinigungen gegründet und so durch Kapitalzuführung ein Zusammenbruch verhindert. Saniert wurden die Betriebe schließlich durch den Verkäufermarkt des Ersten Weltkriegs und durch ihre Einbindung in die Kriegswirtschaft.
1920 löste sich der Konsumverein Vorwärts auf, ebenso der Arbeiterkonsumverein Fünfhaus und der Arbeiterkonsumverein Donaustadt. Diese Konsumvereine übergaben ihre Vermögenswerte dem Ersten Niederösterreichischen Arbeiterkonsumverein. Nachdem ihm die Mitglieder der anderen Konsumvereine beigetreten waren, änderte er seinen Namen in Konsumgenossenschaft Wien und Umgebung (KGW). Es entstand die damals weltgrößte Konsumgenossenschaft mit über 100.000 Mitgliedern.